# Кичура, Мелетий Емельянович
Меле́тий Емелья́нович Кичура  (укр. Мелетій Омелянович Кічура, 21 января 1881, Носов — 3 марта 1938) — украинский писатель, переводчик.

## Биография
Мелетий Емельянович Кичура родился 21 января 1881 года в семье священника. Закончив гимназию во Львове, учился на юридических факультетах в Венском и Львовском университетах. В августе 1914 года Мелетий Кичура был мобилизован в австрийскую армию. Воевал на Галицком фронте, попал в российский плен и был депортирован в Сибирь. С 1918 года проживал в Киеве, работая в канцелярии Украинской академии художеств, преподавая немецкий язык. В 1933 году был арестован органами НКВД и погиб в лагере 3 марта 1938 года. Был посмертно реабилитирован.

## Творческая деятельность
Мелетий Кичура, участвуя в деятельности литературной организации «Западная Украина», с 1930 года работал редактором одноимённого журнала «Западная Украина». Мелетий Кичура является автором различных поэтических, литературоведческих сборников, рецензий, переводов на украинский язык Шарля Бодлера, Юлиуша Словацкого, Фридриха Шиллера и на немецкий язык — поэзии Леси Украинки и Тараса Шевченко.

## Сочинения
- Кічура М. [Поезія] // Молода муза: Антологія західноукраїнської поезії поч. XX століття, Киев, 1989, стр. 222—253.
- Кічура М. «О чиста кринице…»: [Вірші] // Вільне життя., 1991.
- Кічура М. [Поезії] // Тернопіль: Тернопільщина літературна. Дод. № 4., Тернопіль, 1992., Вип. 2., Ч. 1., стр. 23 — 24.

## Источник
- Бубній П. Мелетій Кічура // Тернопіль: Тернопільщина літературна. Дод. № 4., Тернопіль, 1992., Вип. 2., Ч. 1., стр. 23.
- Веретюк О. Співець з краю Золотої Липи // Храм книги., Бережани, 1994., стр. 113—118.
- Мелетій Кічура: [Биография] // «З порога смерті…», Письменники України, жертви сталінських репресій. Киев, 1991., стр. 243—244.
- Кічура Мелетій (1881), поет: Біогр. довід. // Енциклопедія українознавства / За ред. В. Кубійовича., Львів, 1994. Т. 3. стр. 1042.